# Alyson Books
Alyson Books, în trecut Alyson Publications, este o editură fondată în Boston, S.U.A. în 1980 de către Sasha Alyson. Sediul companiei se află în New York City și este specializat în cărți cu teme LGBT și feministe. A fost achiziționat de Liberation Publications în 1995. Printre cărțile tipărite se numără Latter Days și Young, Gay and Proud.